# Мгарська сільська рада
Мгарська сільська рада — колишній орган місцевого самоврядування у Лубенському районі Полтавської області з центром у c. Мгар.

## Населені пункти
Сільраді були підпорядковані населені пункти:
- c. Мгар
- c. Вільшанка
- c. Луки

## Населення
Згідно з переписом УРСР 1989 року чисельність наявного населення сільської ради становила 1420 осіб, з яких 597 чоловіків та 823 жінки.
За переписом населення України 2001 року в сільській раді мешкало 1229 осіб.

### Мова
Розподіл населення за рідною мовою за даними перепису 2001 року:
| Мова       | Відсоток |
| ---------- | -------- |
| українська | 96,25 %  |
| російська  | 3,50 %   |
| білоруська | 0,16 %   |